# Naives-Rosières
Pour les articles homonymes, voir Naives-en-Blois et Rosières.
Naives-Rosières est une commune française située dans le département de la Meuse, en région Grand Est.
Ses habitants sont appelés les Navetonnais en raison du ruisseau - le Naveton - qui traverse la commune.

## Géographie

### Localisation
Naives-Rosières est un village meusien situé à environ 5 km de Bar-le-Duc (chef-lieu de la Meuse) et qui regroupe Naives-devant-Bar et Rosières-devant-Bar. Naives-devant-Bar se trouve sur la Voie sacrée qui relie Bar-le-Duc à Verdun.

### Communes limitrophes
Le territoire de la commune est limitrophe de 7 communes.
|            | Vavincourt      | Rumont             |
| Behonne    | Naives-Rosières | Érize-Saint-Dizier |
| Bar-le-Duc | Resson          | Loisey             |

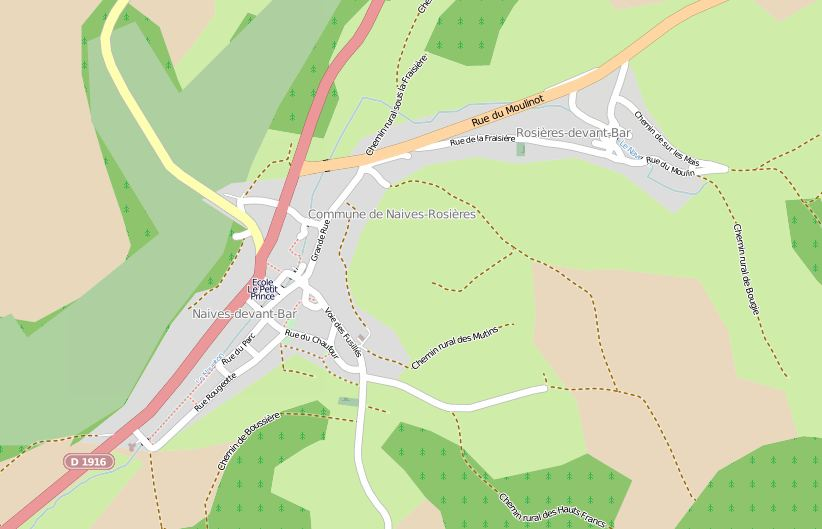
Carte de la commune.
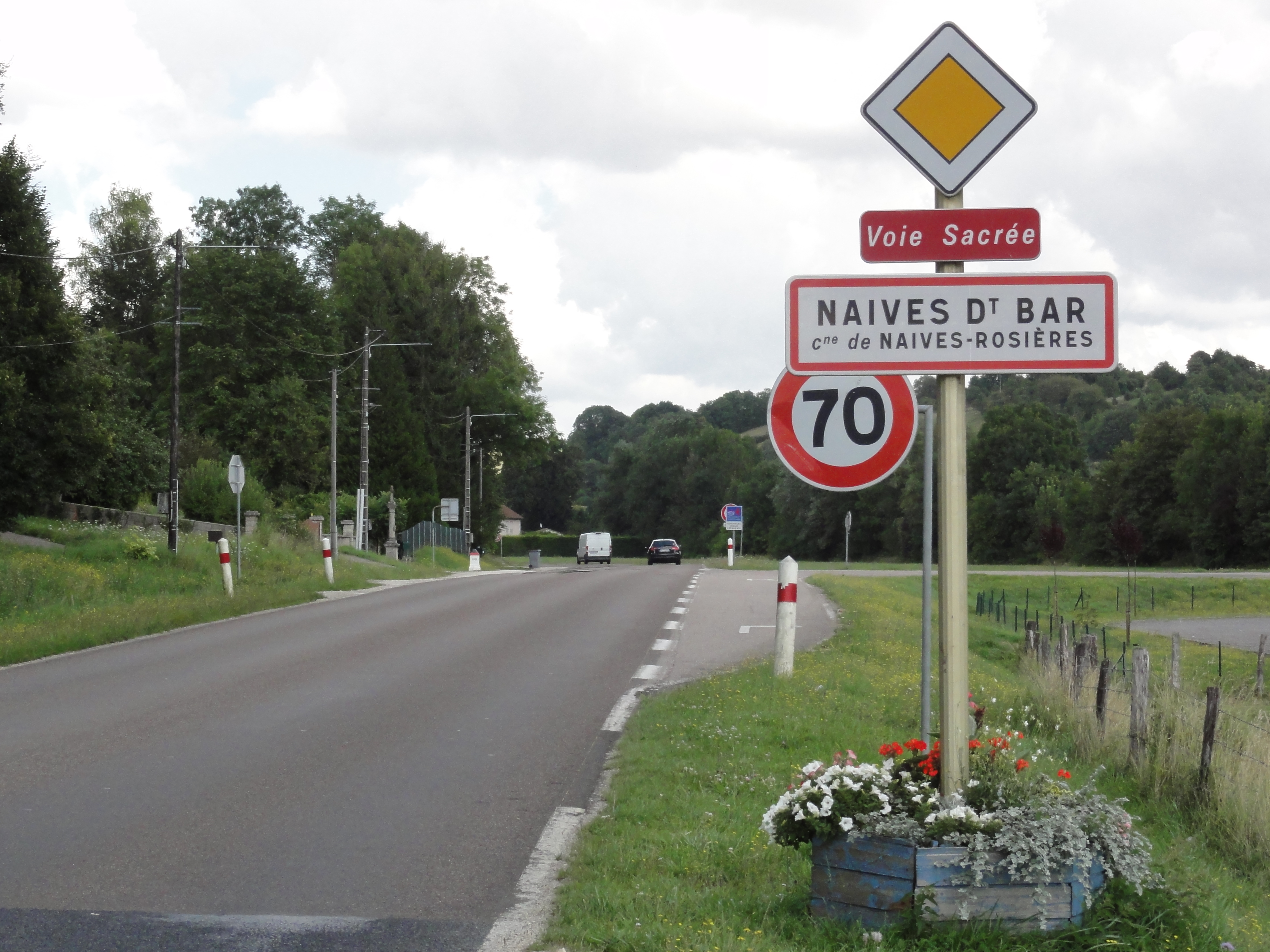
Entrée de Naives-devant-Bar (voie sacrée).
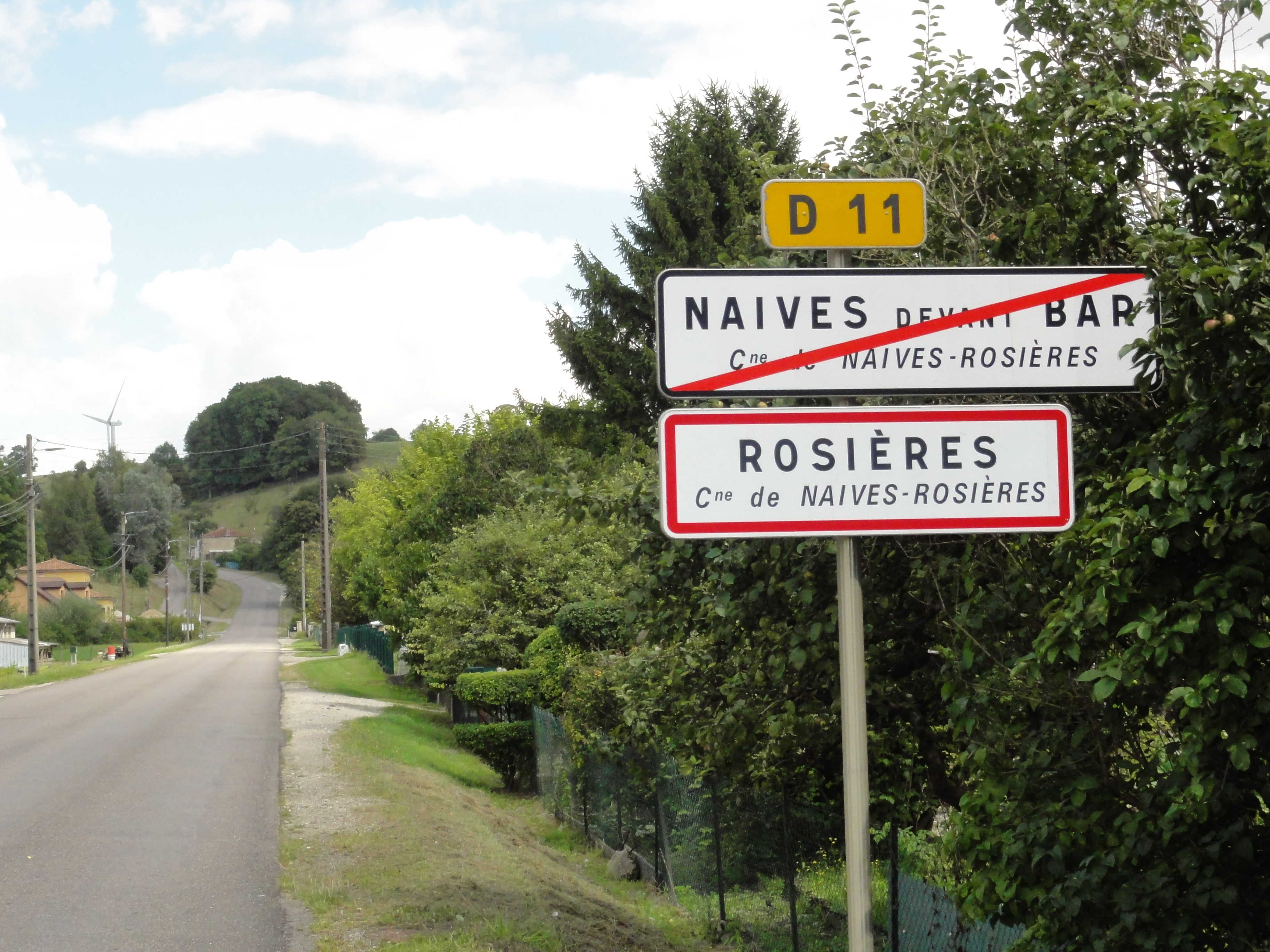
Panneaux d'entrée et sortie des deux villages.
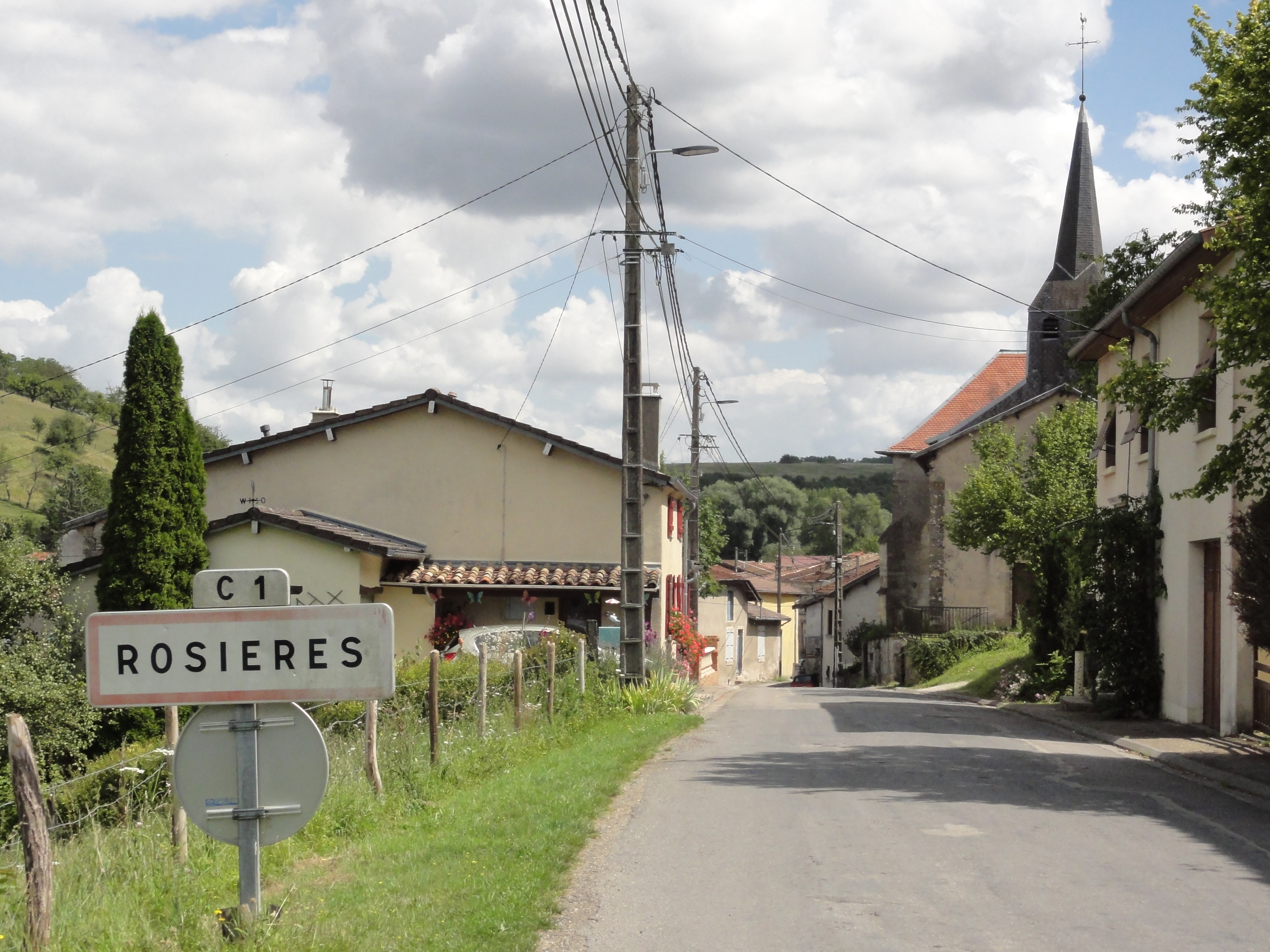
Entrée de Rosières (rue principale)

### Hydrographie
La commune est dans la région hydrographique « la Seine de sa source au confluent de l'Oise (exclu) » au sein du bassin Seine-Normandie. Elle est drainée par le Naveton et le ruisseau de la Haute Prairie,.

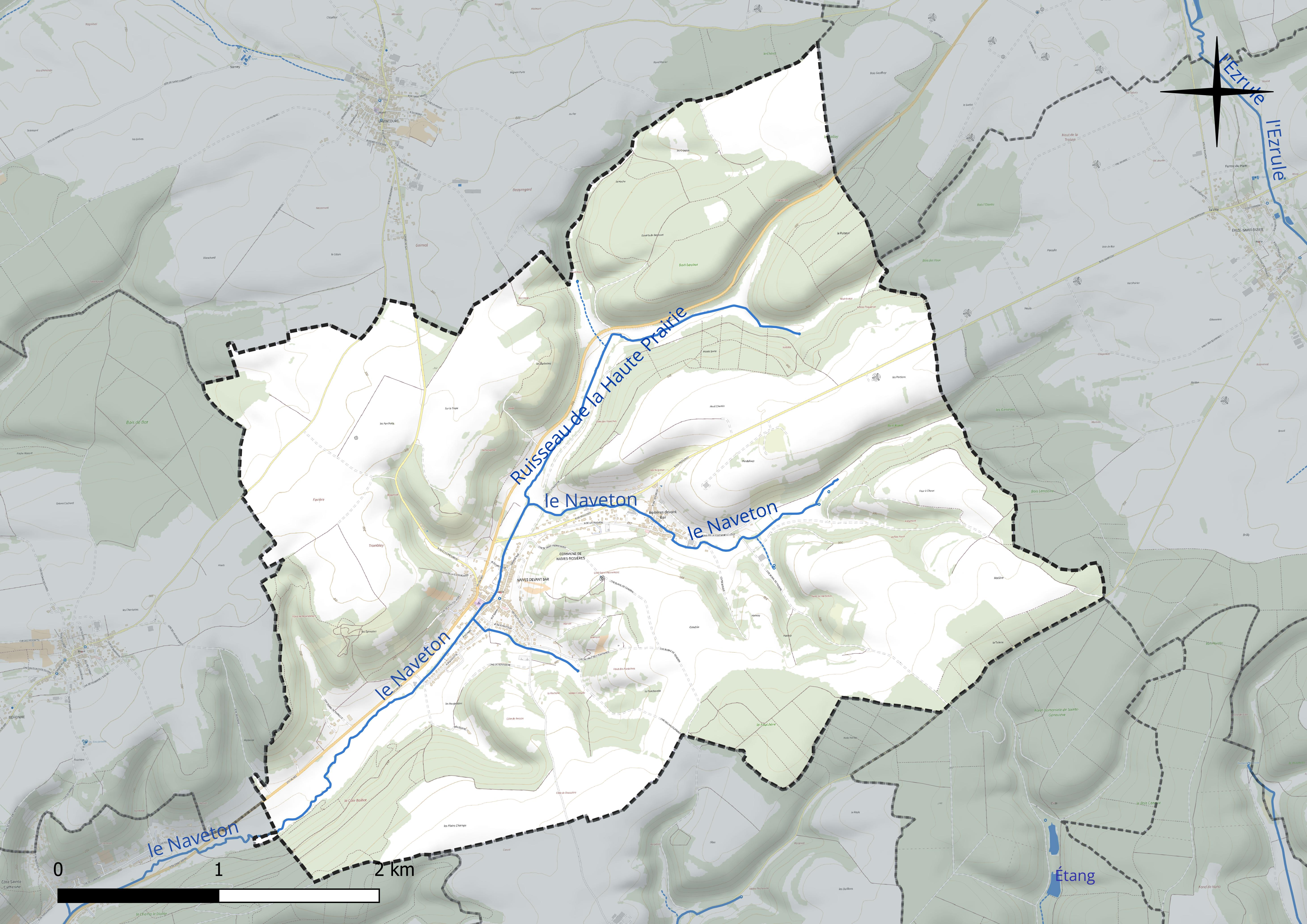
Réseau hydrographique de Naives-Rosières.

### Climat
Pour des articles plus généraux, voir Climat du Grand Est et Climat de la Meuse.
En 2010, le climat de la commune est de type climat de montagne, selon une étude du Centre national de la recherche scientifique s'appuyant sur une série de données couvrant la période 1971-2000. En 2020, Météo-France publie une typologie des climats de la France métropolitaine dans laquelle la commune est exposée à un climat océanique altéré et est dans la région climatique  Lorraine, plateau de Langres, Morvan, caractérisée par un hiver rude (1,5 °C), des vents modérés et des brouillards fréquents en automne et hiver.
Pour la période 1971-2000, la température annuelle moyenne est de 9,8 °C, avec une amplitude thermique annuelle de 16,1 °C. Le cumul annuel moyen de précipitations est de 1 056 mm, avec 14,5 jours de précipitations en janvier et 9,7 jours en juillet. Pour la période 1991-2020, la température moyenne annuelle observée sur la station météorologique de Météo-France la plus proche, « Behonne_sapc », sur la commune de Behonne à 3 km à vol d'oiseau, est de 11,0 °C et le cumul annuel moyen de précipitations est de 855,7 mm. 
La température maximale relevée sur cette station est de 40,4 °C, atteinte le 25 juillet 2019 ; la température minimale est de −16,4 °C, atteinte le 20 décembre 2009,,.
Les paramètres climatiques de la commune ont été estimés pour le milieu du siècle (2041-2070) selon différents scénarios d'émission de gaz à effet de serre à partir des nouvelles projections climatiques de référence DRIAS-2020. Ils sont consultables sur un site dédié publié par Météo-France en novembre 2022.

### Voies de communication
La commune de Naives-Rosières est située sur la Voie sacrée (RD 1916) qui relie Bar-le-Duc à Verdun.

## Urbanisme

### Typologie
Au 1er janvier 2024, Naives-Rosières est catégorisée commune rurale à habitat dispersé, selon la nouvelle grille communale de densité à sept niveaux définie par l'Insee en 2022.
Elle est située hors unité urbaine. Par ailleurs la commune fait partie de l'aire d'attraction de Bar-le-Duc, dont elle est une commune de la couronne,. Cette aire, qui regroupe 86 communes, est catégorisée dans les aires de 50 000 à moins de 200 000 habitants,.

### Occupation des sols
L'occupation des sols de la commune, telle qu'elle ressort de la base de données européenne d’occupation biophysique des sols Corine Land Cover (CLC), est marquée par l'importance des territoires agricoles (54,5 % en 2018), une proportion sensiblement équivalente à celle de 1990 (54,3 %). La répartition détaillée en 2018 est la suivante : 
forêts (41,8 %), terres arables (36,4 %), prairies (18,2 %), zones urbanisées (3,7 %). L'évolution de l’occupation des sols de la commune et de ses infrastructures peut être observée sur les différentes représentations cartographiques du territoire : la carte de Cassini (XVIIIe siècle), la carte d'état-major (1820-1866) et les cartes ou photos aériennes de l'IGN pour la période actuelle (1950 à aujourd'hui).

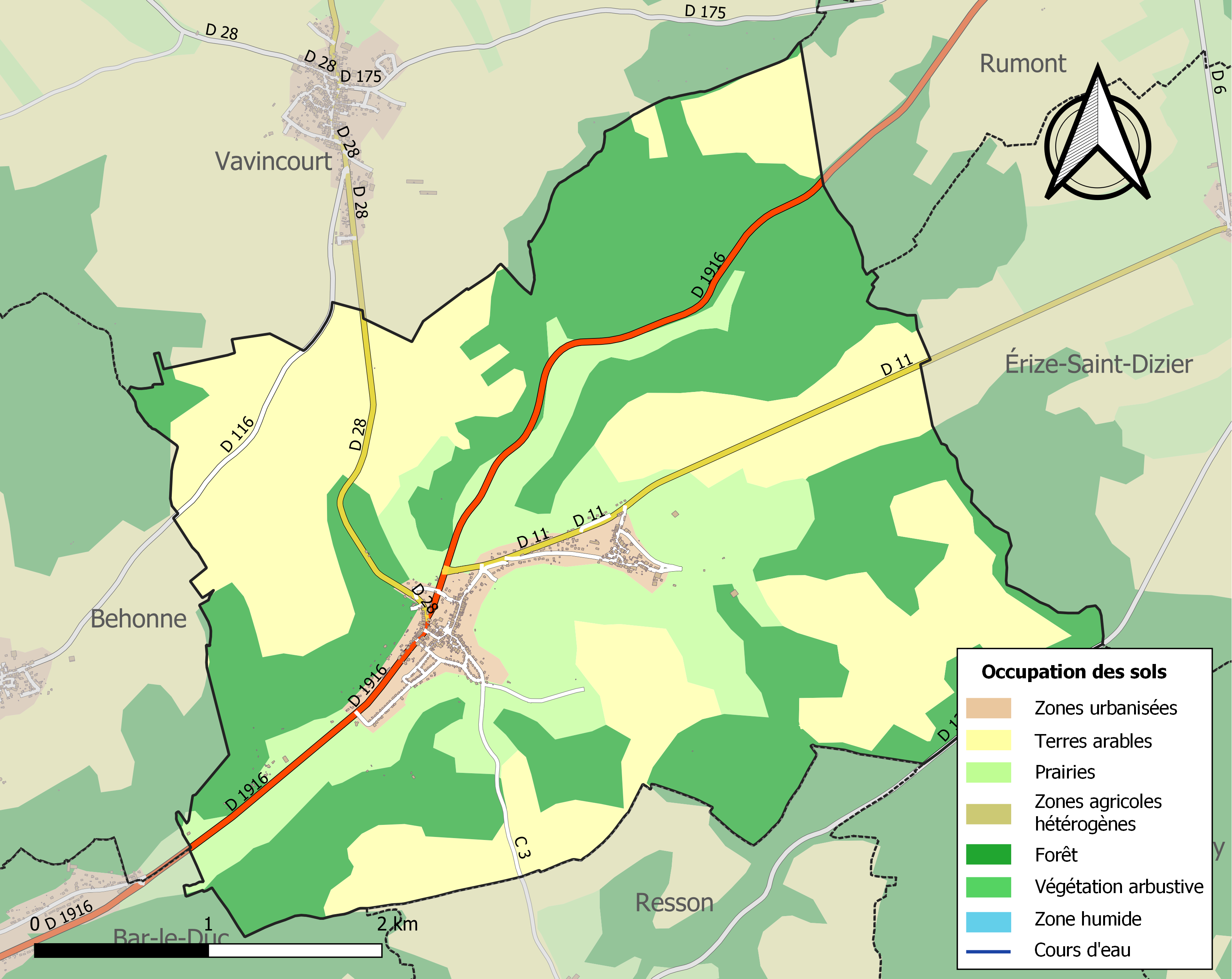
Carte des infrastructures et de l'occupation des sols de la commune en 2018 (CLC).

### Logement
En 2009, le nombre total de logements dans la commune était de 372, alors qu'il était de 342 en 1999.
Parmi ces logements, 94,0 % étaient des résidences principales, 0,6 % des résidences secondaires et 5,3 % des logements vacants. Ces logements étaient pour 95,2 % d'entre eux des maisons individuelles et pour 4,6 % des appartements.
Pour les résidences principales, 68,6 % des habitants ont emménagé il y a plus de 10 ans.
La proportion des résidences principales, propriétés de leurs occupants, était de 83,0 %, en très légère baisse par rapport à 1999 (83,9 %); cependant leur nombre était de 290, en augmentation par rapport à 1999 (266). La part de logements HLM loués vides était de 6,2 % contre 7,6 %, leur nombre étant constant 22 contre 24.

## Toponymie
Naives est attesté sous les formes Naves-devant-Bar (1292) ; Nesves (1437) ; Nayves (1579) ; Navæ (1580) ; Navia (1711) ; Naives devant Bar.

Naives évoque l’idée d’eaux abondantes et d’un cours d’eau rapide. Du gaulois *nava « vallée, creux de rivière », pluriel du pré-celtique ou indo-européen *nava « vallée » et double suffixe diminutif roman -ett -onem .

Rosières est attesté sous les formes Roseria (1106) ; Subtus Roseris (1147) ; Roseriæ (1208) ; De Roseris (1229) ; Roseires (1359) ; Rozières (1437) ; Rosières (1579) ; Roseriæ-prope-Barrum (1756) ; Rosières-devant-Bar  jusqu'en 1972.

Rosières serait de formation médiévale (période féodale) et désignerait un « lieu planté de roseaux » signifiant « demeure cachée au milieu des roseaux » en effet, il existait autrefois un étang où s’épanouissaient des roseaux. 
Ses habitants sont appelés les Navetonnais en raison du ruisseau, le Naveton, qui traverse la commune.

## Histoire

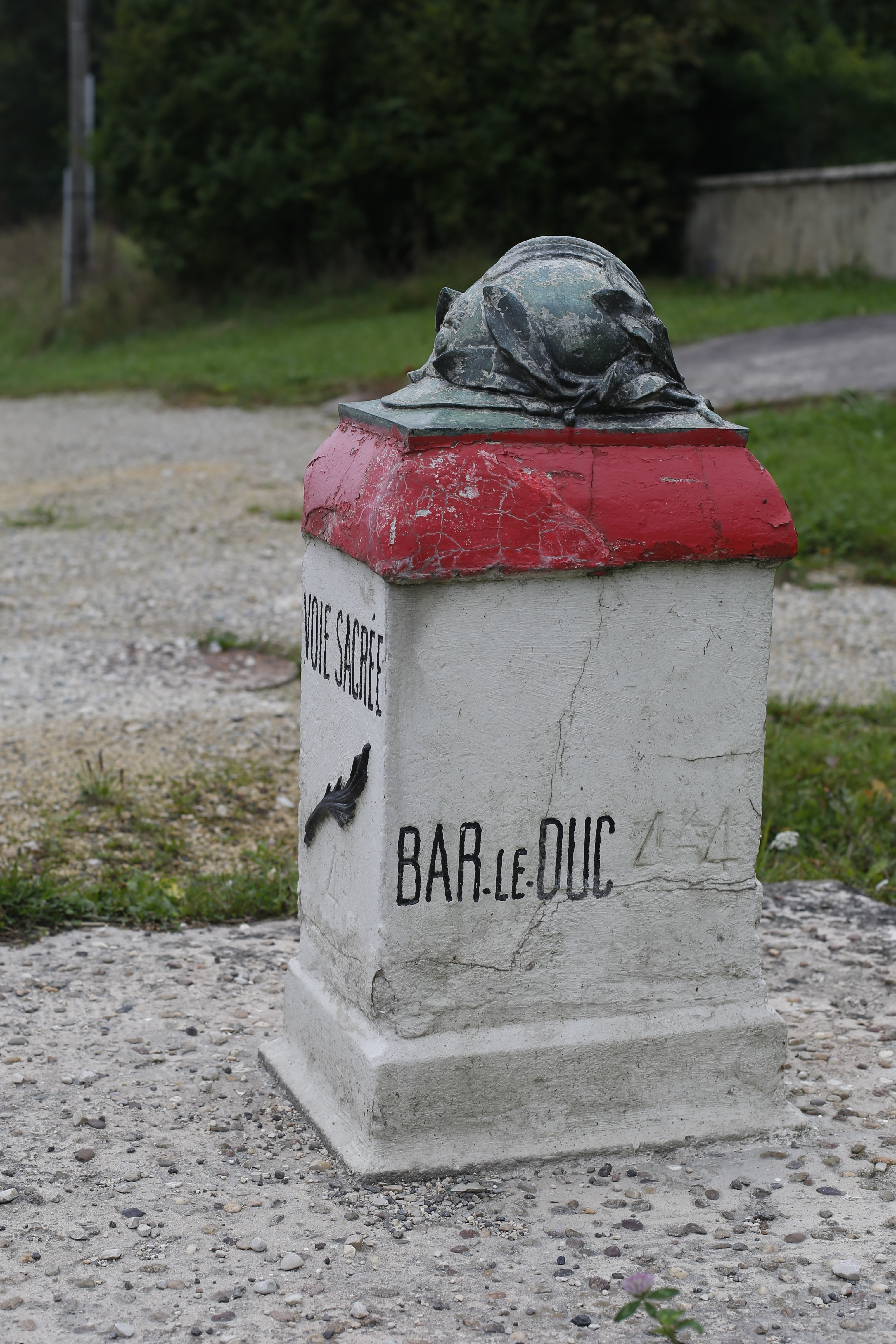
Borne kilométrique de la Voie sacrée.

- Sur le chemin dit des Romains, des monnaies et substructions ont été découvertes, attestant une occupation précoce du site, par ailleurs placée sur le diverticule de Fains à Saint-Mihiel.
- Bien qu'affranchi à la fin du XIVe siècle, le village est en partie détruit en 1423 par Perrin de Montdoré, seigneur d'Ancerville.
- En 1589, les habitants subissent des dommages perpétrés par les troupes du maréchal d'Aumont, gouverneur d'une partie de la Champagne pour le roi de Navarre.
- Vers 1607, un violent incendie détruit le bourg.
- Au XVIIIe siècle, le seigneur est le comte de Franquemont qui possédait le château.
- Vers 1770, la seigneurie de Naives passe aux mains du duc de Châtelet. La vigne occupe une grande partie des coteaux environnants. Trois orages violents en vingt ans, puis la maladie, ont depuis sonné le glas de cette culture.
- Naives possède encore au XIXe siècle un moulin et quelques ateliers où l’on travaille le bois.
- Les communes de Naives-devant-Bar et Rosières-devant-Bar fusionnent le 22 novembre 1972[20], fait qui fut effectif le 1er janvier 1973[21].

## Politique et administration

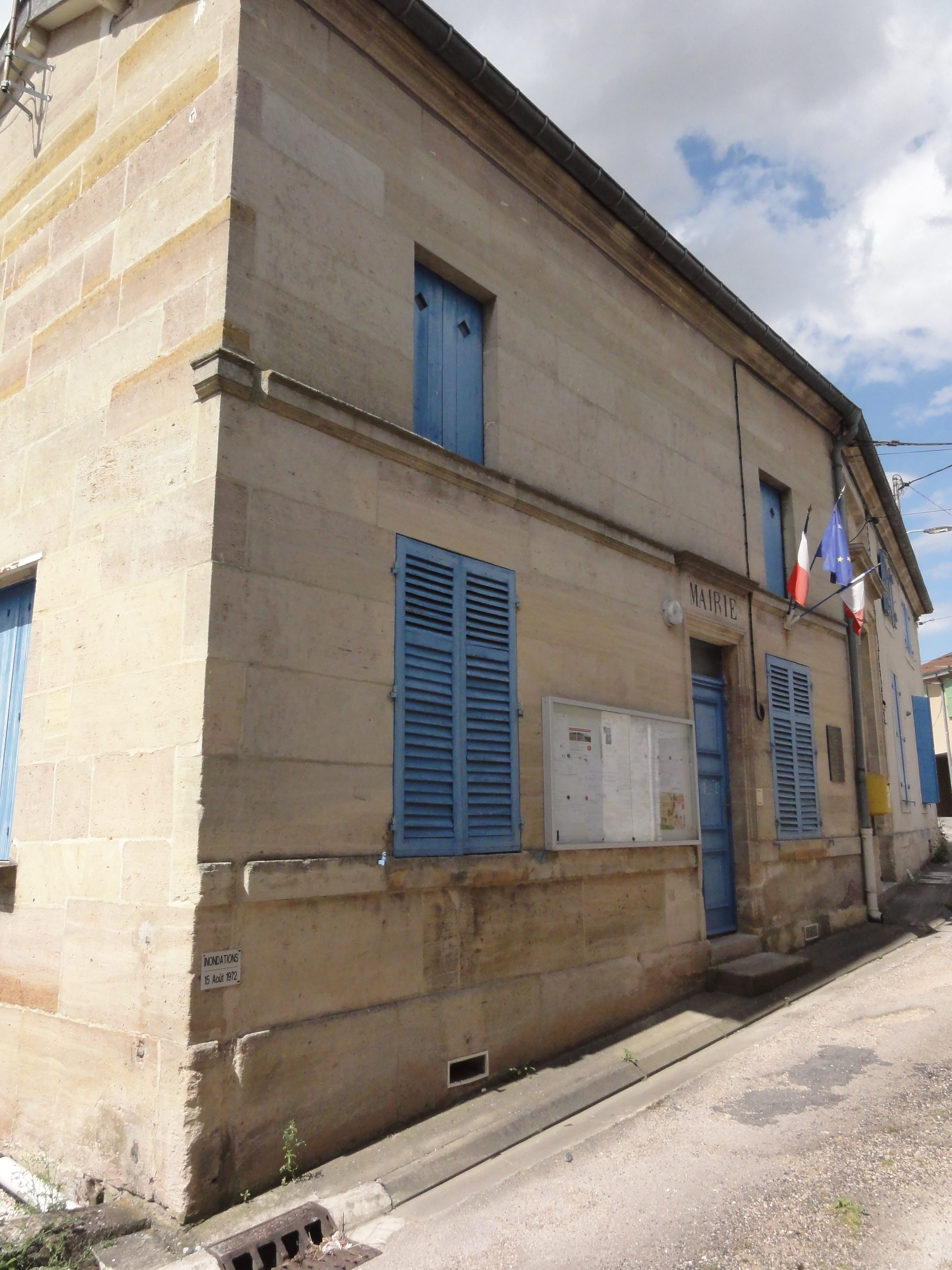
Mairie annexe de Rosières.

### Liste des maires
| Période                                  | Période       | Identité           | Étiquette | Qualité          |
| ---------------------------------------- | ------------- | ------------------ | --------- | ---------------- |
| Les données manquantes sont à compléter. |               |                    |           |                  |
| mars 1947                                | juillet 1959  | Marcel Lopinot     |           |                  |
| juillet 1959                             | décembre 1972 | Michel Chauvin     |           |                  |
| janvier 1973                             | juin 1995     | Michel Chauvin     |           |                  |
| juin 1995                                | mars 2001     | Geneviève Gérardin |           |                  |
| mars 2001                                | mai 2020      | Jean-Paul Rambour  |           |                  |
| mai 2020                                 | En cours      | Anthony Yung       |           | Ouvrier qualifié |

### Administration territoriale
Naives-Rosières fait partie de l'arrondissement de Bar-le-Duc et plus précisément du canton de Bar-le-Duc-1.
Le village est membre de la communauté de communes de Bar-le-Duc appelée CODECOM. Au 1er janvier 2013, celle-ci fusionne avec la communauté de communes du Centre Ornain pour former la communauté d'agglomération Bar-le-Duc Sud Meuse appelée Meuse Grand Sud.

### Instances judiciaires et administratives
Naives-Rosières relève du tribunal d'instance de Bar-le-Duc, du tribunal de grande instance (TGI) de Bar-le-Duc, de la cour d'appel de Nancy, du tribunal pour enfants de Verdun, du conseil de prud'hommes de Bar-le-Duc, du tribunal de commerce de Bar-le-Duc, du tribunal administratif de Nancy et de la cour administrative d'appel de Nancy.

## Population et société

### Démographie

#### Évolution démographique
L'évolution du nombre d'habitants est connue à travers les recensements de la population effectués dans la commune depuis 1793. Pour les communes de moins de 10 000 habitants, une enquête de recensement portant sur toute la population est réalisée tous les cinq ans, les populations de référence des années intermédiaires étant quant à elles estimées par interpolation ou extrapolation. Pour la commune, le premier recensement exhaustif entrant dans le cadre du nouveau dispositif a été réalisé en 2006.

En 2022, la commune comptait 809 habitants, en évolution de +0,5 % par rapport à 2016 (Meuse : −4,4 %, France hors Mayotte : +2,11 %).
| 1793 | 1800 | 1806 | 1821 | 1831 | 1836 | 1841 | 1846 | 1851 |
| ---- | ---- | ---- | ---- | ---- | ---- | ---- | ---- | ---- |
| 759  | 709  | 751  | 773  | 766  | 756  | 742  | 702  | 710  |

| 1856 | 1861 | 1866 | 1872 | 1876 | 1881 | 1886 | 1891 | 1896 |
| ---- | ---- | ---- | ---- | ---- | ---- | ---- | ---- | ---- |
| 624  | 611  | 629  | 582  | 577  | 581  | 577  | 510  | 478  |

| 1901 | 1906 | 1911 | 1921 | 1926 | 1931 | 1936 | 1946 | 1954 |
| ---- | ---- | ---- | ---- | ---- | ---- | ---- | ---- | ---- |
| 447  | 418  | 385  | 406  | 364  | 357  | 339  | 367  | 412  |

| 1962 | 1968 | 1975 | 1982 | 1990 | 1999 | 2006 | 2011 | 2016 |
| ---- | ---- | ---- | ---- | ---- | ---- | ---- | ---- | ---- |
| 458  | 440  | 814  | 857  | 942  | 886  | 853  | 814  | 805  |

| 2021 | 2022 | - | - | - | - | - | - | - |
| ---- | ---- | - | - | - | - | - | - | - |
| 807  | 809  | - | - | - | - | - | - | - |

#### Pyramide des âges
La population de la commune est relativement âgée.
En 2018, le taux de personnes d'un âge inférieur à 30 ans s'élève à 27,6 %, soit en dessous de la moyenne départementale (32,4 %). À l'inverse, le taux de personnes d'âge supérieur à 60 ans est de 34,7 % la même année, alors qu'il est de 29,6 % au niveau départemental.
En 2018, la commune comptait 391 hommes pour 403 femmes, soit un taux de 50,76 % de femmes, légèrement supérieur au taux départemental (50,49 %).
Les pyramides des âges de la commune et du département s'établissent comme suit.
| Hommes | Classe d’âge | Femmes |
| ------ | ------------ | ------ |
| 0,5    | 90 ou +      | 1,5    |
| 8,6    | 75-89 ans    | 9,9    |
| 23,5   | 60-74 ans    | 25,3   |
| 22,2   | 45-59 ans    | 23,2   |
| 14,6   | 30-44 ans    | 15,3   |
| 16,3   | 15-29 ans    | 11,4   |
| 14,3   | 0-14 ans     | 13,3   |

| Hommes | Classe d’âge | Femmes |
| ------ | ------------ | ------ |
| 0,8    | 90 ou +      | 2,2    |
| 7,6    | 75-89 ans    | 11     |
| 20,2   | 60-74 ans    | 20,5   |
| 20,6   | 45-59 ans    | 20     |
| 17,4   | 30-44 ans    | 16,8   |
| 16,7   | 15-29 ans    | 13,6   |
| 16,8   | 0-14 ans     | 15,8   |

### Enseignement

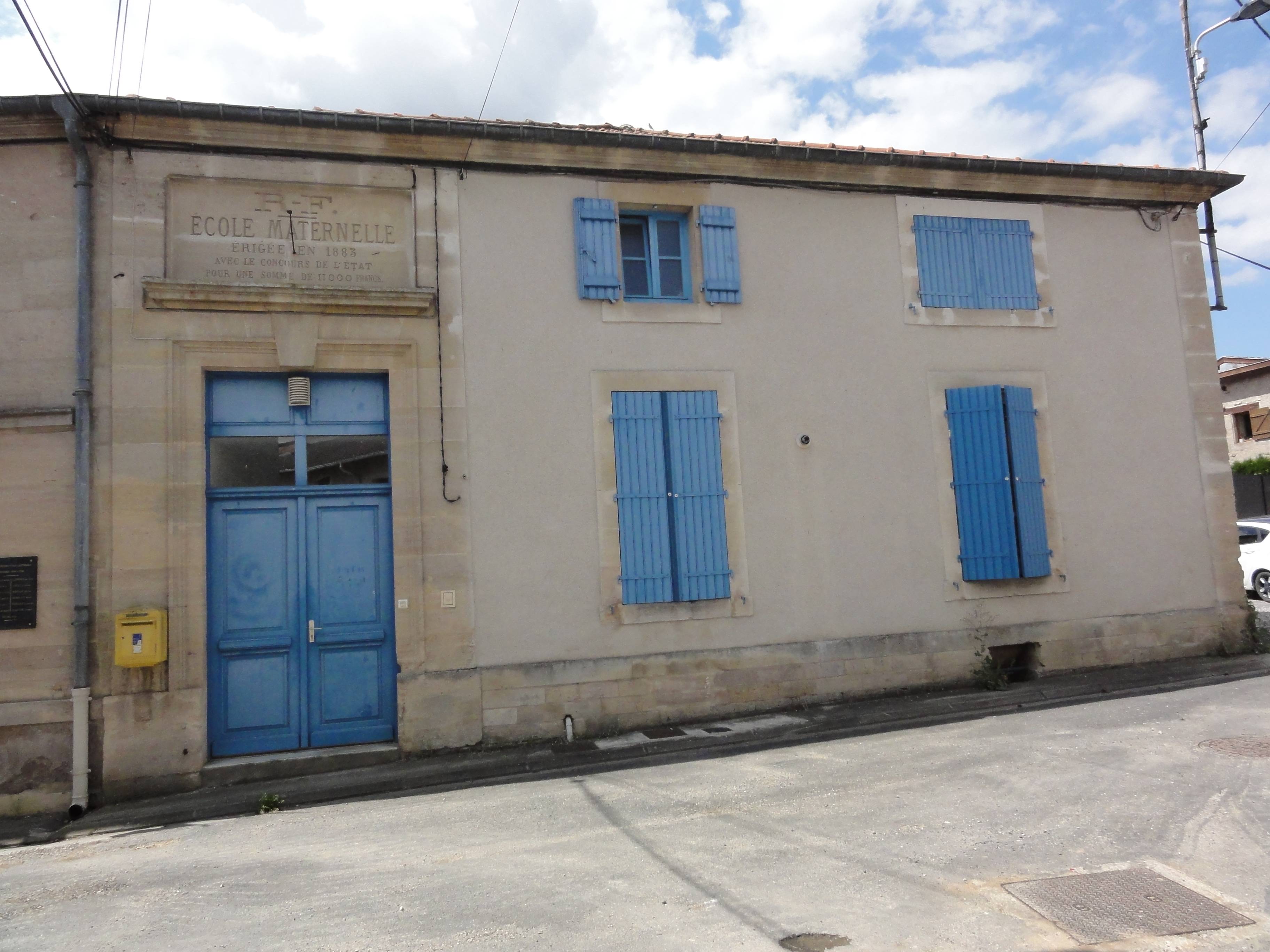
École maternelle à Rosières.

Naives-Rosières se situe dans l'académie de Nancy-Metz (zone A pour les vacances scolaires).
La commune dispose d'un groupe scolaire, Le Petit-Prince, comportant maternelle et primaire avec un service de garderie et de restauration. L'école est un regroupement scolaire avec les communes de Naives-Rosières, Érize-Saint-Dizier, Rumont, Lavallée et Levoncourt.
Les collèges et lycées les plus proches sont situés à Bar-le-Duc, à 5 km.

### Santé
Pour les soins (médecins, dentistes, ophtalmologistes, infirmiers, laboratoires...) les habitants doivent aller à Bar-le-Duc où il y a aussi un hôpital et une clinique à 5 km. Les soins infirmiers ou médicaux à domicile sont possibles.

### Vie associative
La commune dispose de deux salles communales : la Maison du Temps Libre (150 personnes) et la Salle des Associations (50 personnes).
La vie associative est très active avec :
- Foyer des Jeunes d’Éducation Populaire et Sportive (FJEPS)
L'association propose chaque semaine des activités sportives (gym, danse, step, marche...) ou informatiques (bureautique, généalogie, traitement d'image...). Tout au long de l'année, elle propose aussi des sorties (visites, spectacles...) et des animations.
Site de l'association
- La Tribu du Sport
Son objectif est d'animer la vie sportive du village en pratiquant et initiant diverses activités sportives et socio-culturelles aux enfants, ainsi que de la gymnastique d’entretien pour les adultes.
- Football Gaélique de Naives
 Pratique et développement du football gaélique en Meuse et en Lorraine, initiations mixtes les samedis matins à 9 h au terrain de football à Rosières.
Site de l'association

### Médias
L'édition locale de Bar-le-Duc du journal l'Est républicain est distribuée dans la commune, il possède une page "Bar-le-Duc et ses environs" où on trouve parfois des articles sur Naives-Rosières.
La chaîne France 3 Lorraine est diffusée dans la région.

### Cultes
La commune fait partie de la communauté « Saint Charles - Naives-Rosières » de la paroisse Saint Maxe du Barrois dans le diocèse de Verdun. La messe est organisée dans l'église Saint-Maurice-de-Naives 1 fois par mois.
Le temple, la synagogue et la mosquée les plus proches sont à Bar-le-Duc.

## Culture locale et patrimoine

### Lieux et monuments

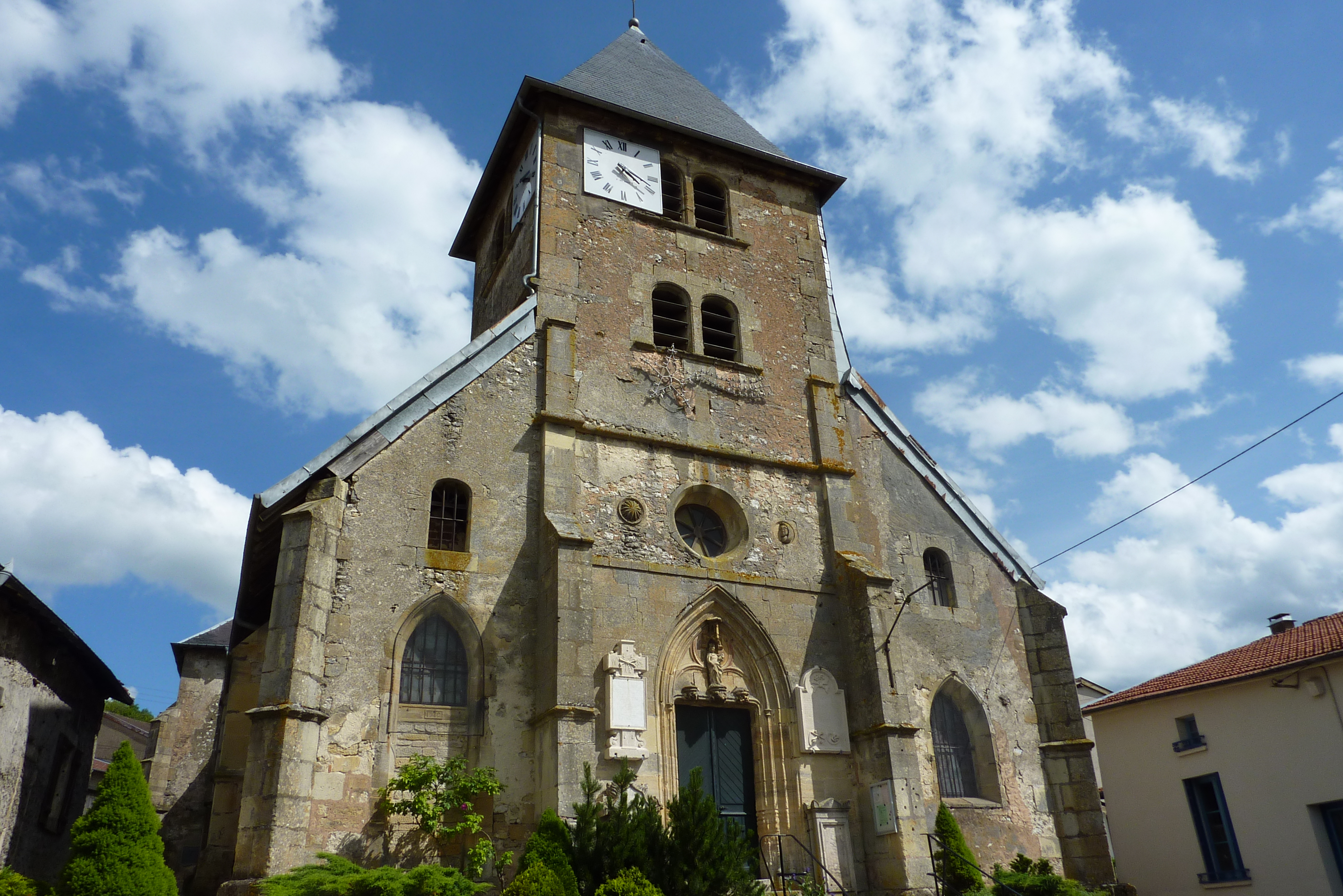
Église Saint-Maurice de Naives-devant-Bar.

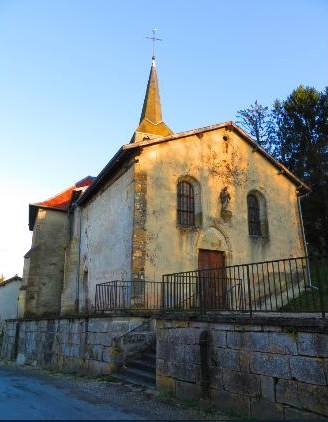
L'église Saint-Pierre de Rosières-devant-Bar.

- Église Saint-Maurice de Naives-devant-Bar, seconde moitié du XVe siècle et premier quart du XVIe siècle.

L'église est construite en partie sur l'emplacement d'un édifice mentionné en 1235. À la suite d'un incendie sur des maisons voisines, des pierres sculptées, probablement issues de cette première église, sont retrouvées dans les caves de maisons voisines de l'église. Des ossements humains ont également été découverts, attestant que les limites du cimetière ont été déplacées. L'église est de style ogival, mais le plein cintre de quelques fenêtres et certains détails décoratifs annoncent la Renaissance. Achevée en 1508 ainsi que l'indique l'inscription de la voûte près du chœur, elle comporte une façade modeste et peu décorée par rapport à l'ensemble, peut-être en raison du manque d'argent. En 1599, la chapelle Saint-Nicolas est construite, et une autre chapelle dédiée à la Vierge vient en 1875 équilibrer l'édifice.
Inscrite aux Monuments Historiques par arrêté du 20 janvier 1989.
- Église Saint-Pierre de Rosières, XVe - XVIIe siècle

Le chœur date du XVe siècle, tout comme les vitraux des différents saints réalisés tout au long du siècle. D'importantes modifications sont effectuées au XVIIe siècle. La détérioration du bâtiment conduit en 2002 à sa fermeture par mesure de sécurité. La municipalité jugeant trop importants les frais de restauration estimés à un million d'euros décide en 2016 de proposer l'édifice à la vente. En cas d'échec de la vente, la destruction de l'église est envisagée.
- Statue équestre de saint Maurice, dans l'église Saint-Maurice, XVIe siècle

Cette rare statue équestre en pierre polychrome, haute de 2 mètres, représente saint Maurice (Maurice d'Agaune), chef de la légion thébéenne, en grand habit d'apparat sur un cheval au riche caparaçon. Dans La Légende dorée, il est dit que le décurion Maurice, refusant de prendre part à un rite païen, fut exécuté sur les ordres de l'empereur romain d'Occident Maximien Hercule, vers 300, lors du massacre de la légion thébaine,.
Classée aux Monuments Historiques par arrêté du 21 novembre 1905.
- Tableau de la Crucifixion, dans l'église Saint-Maurice, XVIIe siècle

Panneau d'huile sur bois (1,40 x 2,25 m) représentant la Crucifixion de Jésus-Christ, probablement réalisé à l'occasion du changement de commandeur de la commanderie de Saint-Antoine-de-Bar. Sont également représentés Marie-Madeleine à ses pieds, la Sainte Vierge, saint Jean, saint Éloi, saint Sébastien, saint Antoine et sainte Barbe. Le personnage agenouillé est le nouveau commandeur, frère Nicolas Vaultrin, tandis que les armoiries peintes sont celles du donateur, frère Frémy Grégoire.
Classé aux Monuments Historiques par arrêté du 21 novembre 1905.
- Vierge au manteau, dans l'église Saint-Maurice, XVIe siècle

Statuette en pierre polychrome de 40 cm représentant la Vierge de miséricorde ou Vierge au manteau, dite Notre-Dame de Bon Secours. C'est la réplique d'une statue de Nancy commandée par le duc de Lorraine René II au sculpteur Mansuy Gauvin.
Classé aux Monuments Historiques par arrêté du 1er août 1939.
- Monument aux morts

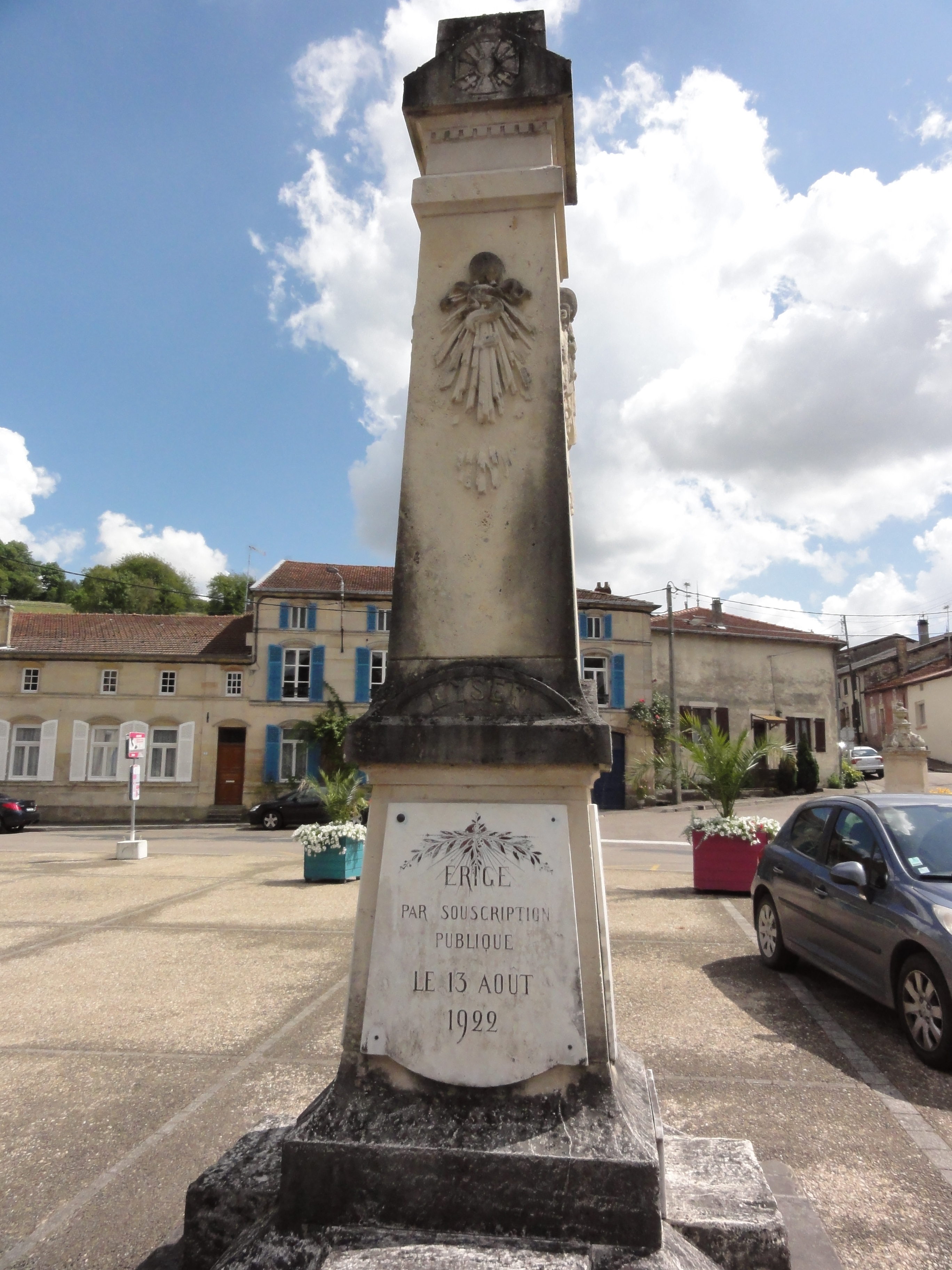
Le monument aux morts de Naives-devant-Bar.

- Monument des Fusillés de Naives-devant-Bar, milieu du XXe siècle

Monument érigé le 29 août 1945 en mémoire du groupe de résistants mené par le lieutenant Claude Lamort de Gail (1906-1944) à Vitry-le-François. Le 29 août 1944, six résistants en plus du lieutenant, dont le corps ne sera jamais retrouvé, sont fusillés par les Allemands à l'endroit du monument : Henri Baudemont (1913-1944), Louis Alfred Bianchi (1922-1944), Vitalis Gotantas (1920-1944), Pierre-Louis Klein (1924-1944), Pierre-Eugène Rameau (1924-1944) et Gudelis Zigmantas (1908-1944),.

### Personnalités liées à la commune
- Jean-Ignace Jacqueminot, comte de Ham (14 janvier 1754 - Naives-Rosières (Meuse) ✝ 13 juin 1813 - Paris), homme politique français des XVIIIe et XIXe siècles.

### Héraldique
| Blason | Blasonnement : De gueules à la lance d'argent mouvant de la pointe, accostée de deux bars adossés d'or, flanqués de deux clefs adossées aussi d'argent. Commentaires : ce blason évoque la famille de Franquemont, d'ancienne chevalerie, seigneur de Naives et de Rosières, qui portait de gueules à deux bars adossés d'or. On a ajouté à ce blason primitif la lance de saint Maurice, patron de Naives, et les clefs de saint Pierre, patron de Rosières. Ce blason est utilisé par la commune depuis 1982. |